# Thuidium glaucinum
Thuidium glaucinum là một loài Rêu trong họ Thuidiaceae. Loài này được (Mitt.) Bosch & Sande Lac. miêu tả khoa học đầu tiên năm 1865.